# Les Derniers Trouvères

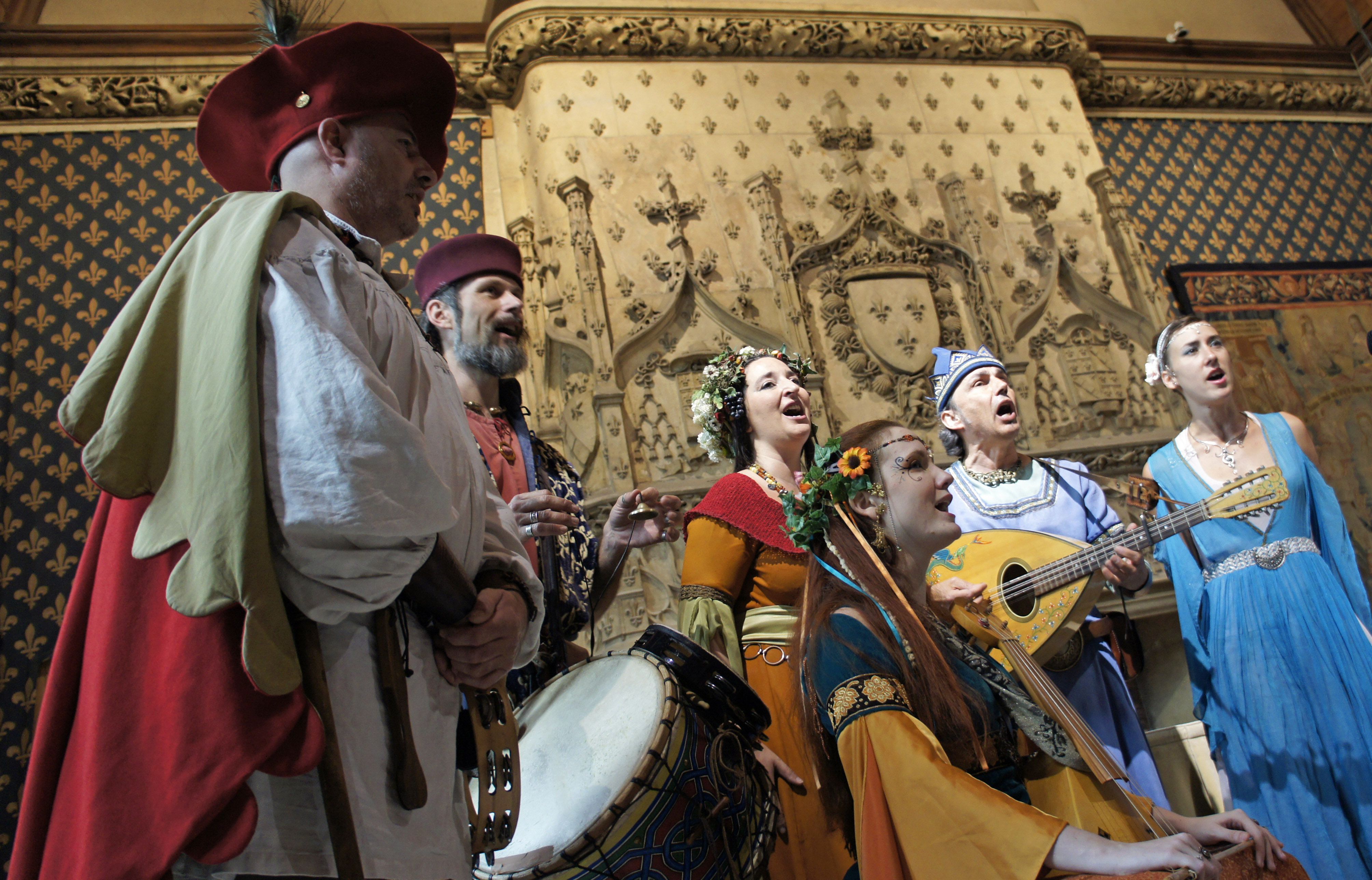
Animation en 2012 au Palais du Tau.

Les Derniers Trouvères est un groupe de musique médiévale et musique folk français, fondé en 1992 par Roland Deniaud et Marie Milliflore, et dont les costumes ont été créés par Caroline Barral. Leur répertoire se compose de musiques et de chansons du XIe au XVIe siècle, mais surtout de chansons originales sur de nombreux thèmes médiévaux. S'inspirant de musiques du répertoire traditionnel et médiéval européen, ils reçoivent parfois des compositions d'Isline Dhun, entre autres. Leurs paroliers attitrés sont Roland Deniaud et Florian Lacour, deux érudits médiévistes. Ce groupe évolue principalement sur les festivals historiques. Il eut l'idée d'intégrer une danseuse orientale à ses spectacles, idée reprise depuis par de nombreux autres groupes dans la mouvance néo-médiévale.

## Discographie
- 1996 : Échos de Brocéliande et d’ailleurs…
- 2001 : Provins la magnifique
- 2002 : Un fabuleux héritage !
- 2005 : Cluny ville éternelle
- 2007 : À la taverne médiévale
- 2009 : Vers l'étoile
- 2011 : Provins... revisitâmes !
- 2013 : Retours en forêt
- 2017 : Voici le temps de Noël
- 2017 : Héros, dites-moi !
- 2020 : Chansons pour enfançons

## Membres
- Marie Milliflore : auteur, compositeur, chanteuse soliste, instrumentiste (harpe, psaltérion à archet, cornemuse, flûtes à bec et traversières, bendir)
- Roland Deniaud : auteur, compositeur, instrumentiste (mandoloncelle, dulcimer), chœur
- Christophe Denoël : Chanteur bariton basse, flûtiste, sonneur
- Nicolas de Fleury : davul, maurache, chœur

## Note
1. ↑  Création de costumes historiques
2. ↑  Chantons grâce à Florian Lacour